# آثول فوگارد

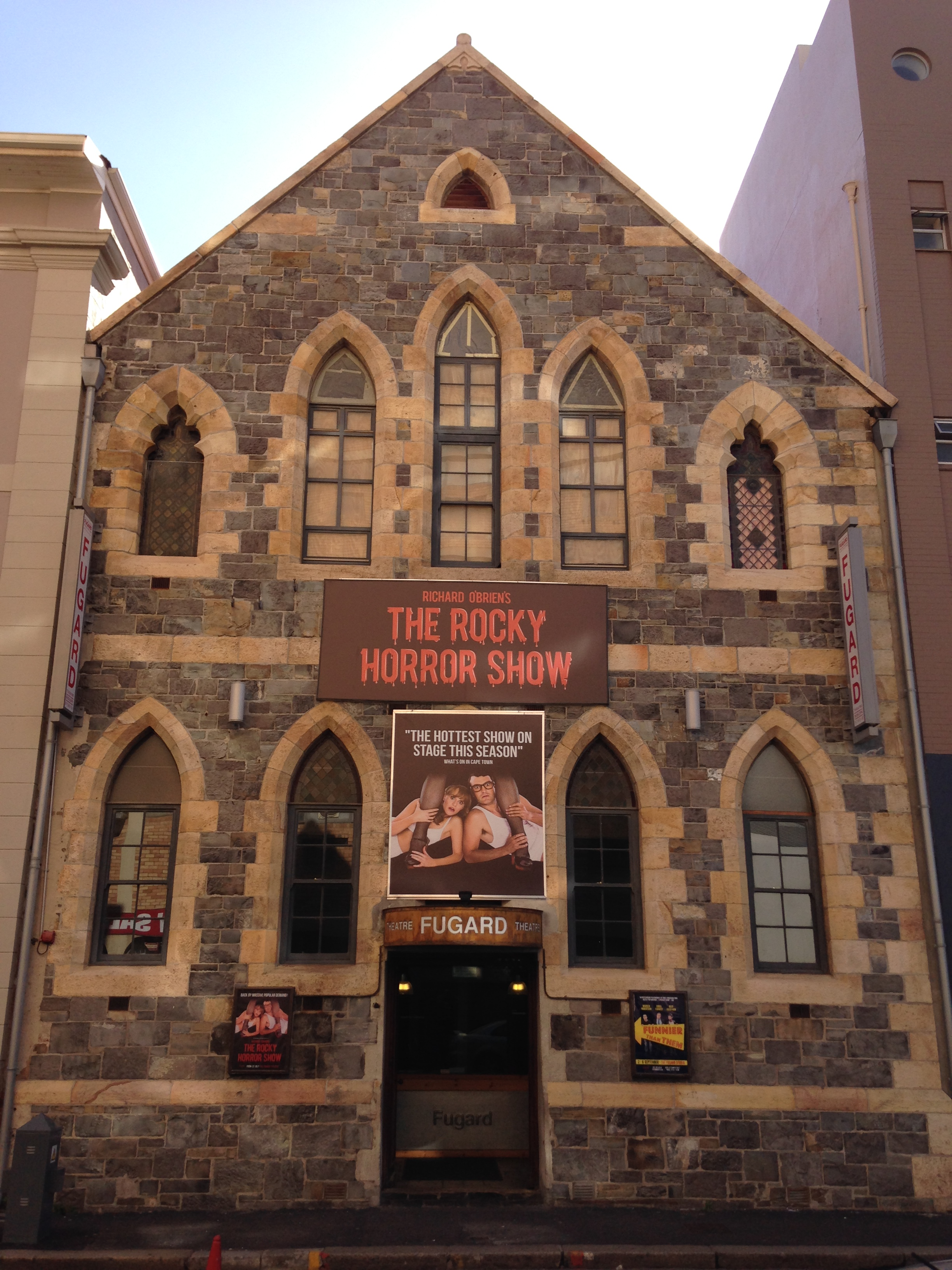
منزل آثول فوگارد

هارولد آثول لانیگان فوگارد (به انگلیسی: Harold Athol Lanigan Fugard), ۱۱ ژوئن ۱۹۳۲ – ۸ مارس ۲۰۲۵) رمان‌نویس، نمایشنامه‌نویس، بازیگر و کارگردان اهل کیپ شرقی، آفریقای جنوبی بود.
آثول فوگارد در سال ۱۹۳۲ میلادی در میدلبورگ (Middelburg) واقع در منطقهٔ کویری کارو (Karoo) در کشور آفریقای جنوبی چشم به جهان گشود. او بیش از سی و پنج نمایشنامه، چهار کتاب و چندین فیلمنامه نوشته است. از میان نمایشنامه‌های او، می‌توان به پیوند خونی (۱۹۶۱)، بوسمن و لنا (۱۹۶۹)، ارباب هارولد و پسران (۱۹۸۲)، جاده‌ای به سوی کعبه (۱۹۸۴)، فرزندان من! آفریقای من! (۱۹۸۹) و … اشاره کرد. از روی برخی آثار وی، فیلم ساخته شده‌اند که از این میان می‌توان به داستان تیاسُتسی (Tsotsi) که در سال ۱۹۸۰ نوشته شده، اشاره کرد و برای بهترین فیلمنامه خارجی، در سال ۲۰۰۵ موفق به دریافت جایزهٔ اسکار گردید.
آثار او با نقد دورهٔ آپارتاید در آفریقای جنوبی (که از سال ۱۹۴۸ آغاز گردید، و با نخستین انتخابات دمکراتیک در بیست و هفتم آوریل ۱۹۹۴ که در نتیجهٔ آن نلسون ماندلا (Neson Mandela) رئیس‌جمهور شد، به پایان رسید) و دوران پس از آپارتاید، در هم تنیده شده است.
فوگارد یکی از مشهورترین نمایشنامه نویسان دنیا و سرشناسترین نویسندهٔ کشور آفریقای جنوبی بود. نمایشنامه‌های او در سراسر دنیا بارها و بارها به روی صحنه رفته است،

## درگذشت
فوگارد در ۸ مارس ۲۰۲۵ در سن ۹۲سالگی در خانه‌اش در استلنبوش، کیپ غربی، درگذشت. در سال ۲۰۰۶ فوگارد یک قطعه قبر برای خود در نیو-بتسدا رزرو کرده بود، روستایی در کارو که در آن خانه داشت.

## آثار
- جمعه بد (۱۹۵۸)
- نونگوگو (۱۹۵۹)
- زنی با بیست و پنج سنت
- پیوند خونی (۱۹۶۱ نمایش‌نامه) مترجم یدالله آقاعباسی
- سلام و خداحافظ (۱۹۶۶) مترجم محمود کیانوش
- آنها زنده اند (۱۹۶۸) مترجم محمودکیانوش
- بوسمن و لنا (۱۹۶۹ نمایش‌نامه)
- سی زوئه بانسی مرده است (۱۹۷۲ نمایش‌نامه) مترجم محمود کیانوش
- جزیره (۱۹۷۲ نمایش‌نامه)
- درسی از آلوئس (۱۹۷۷) مترجم منوچهر هرسینی
- دی میتیوس (۱۹۷۷)
- اورستس (۱۹۷۸)
- مهمان (۱۹۷۸)
- Marigolds in August (۱۹۸۰ نمایش‌نامه)
- "Master Harold"...and the Boys (۱۹۸۲ نمایش‌نامه)
- The Road to Mecca (۱۹۸۴ نمایش‌نامه)
- جایی در میان خوک‌ها (۱۹۸۸) مترجم هوشنگ حسامی
- آواز دهکده(۱۹۹۴) مترجم مهلا صالحی نشر افراز، تهران:۱۳۸۹
- غم‌ها و شادی‌ها مترجم مهلا صالحی
- لکوموتیوران مترجم بابک سعیدیان
- شهربازی مترجم مهلا صالحی
- بازگشت به خانه (ادامهٔ نمایشنامهٔ آواز دهکده) مترجم مهلا صالحی
- ویکتوری مترجم مهلا صالحی
- سایهٔ مرغ مگس خوار مترجم مهلا صالحی
- اظهارات پس از دستگیری به خاطر یک عمل خلاف اخلاقی
- رمضانی، رمضانی (۱۳۷۹). هزار نویسنده در یک کتاب. انتشارات اقلیدوس.
- نویسندگان آفریقایی، جلد ۱، سی. برایان کاکس